# Francis Fukuyama
Francis Fukuyama (Chicago, Illinois; 27 de octubre de 1952) es un politólogo estadounidense. Ha escrito sobre una variedad de temas en el área de desarrollo y política internacional. Su libro El fin de la Historia y el último hombre, publicado por Free Press en 1992, ha sido traducido a más de 20 idiomas. Su libro más reciente es Los orígenes del orden político –The Origins of Political Order-, publicado en abril de 2011. El segundo volumen fue publicado en noviembre del 2014, cuyo título es Political Order and Political Decay. Entre otros libros de su autoría se encuentran: America at the Crossroads: Democracy, Power, and the Neoconservative Legacy, Our Posthuman Future:  Consequences of the Biotechnology Revolution y Trust:  The Social Virtues and the Creation of Prosperity. 

## Biografía
Francis Fukuyama nació en el barrio Hyde Park de Chicago. Su abuelo paterno huyó de la guerra ruso-japonesa en 1905 y abrió una tienda en la costa oeste antes de ser enviado a un campo de detención durante la Segunda Guerra Mundial, tras el ataque a Pearl Harbor. El padre de Fukuyama evitó el campo de detención al ganar una beca para ir a la Universidad en Nebraska. Luego se mudó a la Universidad de Chicago, donde conoció a la madre de Fukuyama. Francis creció en Manhattan como hijo único, tuvo poco contacto con la cultura japonesa y no aprendió japonés. Con todo, es un amante de la comida japonesa.
Previamente a mudarse a la Universidad de Stanford como Oliver Nomellini Senior Fellow en el Freeman Spogli Institute for International Studies (FSI), residente en FSI's Center on Democracy, Development, and the Rule of Law, Fukuyama enseñó en la Paul H. Nitze School of Advanced International Studies (SAIS) de la Universidad Johns Hopkins y en la Escuela de Políticas Pública de la Universidad de George Mason. Asimismo, trabajó como miembro del Consejo Presidencial sobre Bioética durante el período 2001-2004.
Francis Fukuyama recibió su título de grado en estudios Clásicos de Universidad de Cornell, y su doctorado (Ph.D.) en Ciencias Políticas de Harvard.  Fue miembro del Departamento de Ciencias
Políticas en la Corporación RAND, y del equipo de Planeamiento Político del Departamento de Estado, en Estados Unidos. 
El Dr. Fukuyama es director del consejo editorial de The American Interest, el cual ayudó a fundar en 2005. Asimismo es profesor titular (senior fellow) en Johns Hopkins SAIS Foreign Policy Institute, y profesor titular no residente (non-resident fellow) en el Carnegie Endowment for International Peace y el Center for Global Development. Ha sido declarado doctor honorífico por Connecticut College, Doane College, Universidad de Doshisha (Japón), Universidad de Kansai (Japón), Universidad de Aarhus (Dinamarca) y Pardee Rand Graduate School.
Fukuyama es miembro del Consejo Ejecutivo de la Rand Corporation, del Consejo Directivo de National Endowment for Democracy, y del consejo asesor para Journal of Democracy, el Inter-American Dialogue, y The New America Foundation. Es miembro de la American Political Science Association (APSA), el Council on Foreign Relations, y el Pacific Council for International Affairs. Está casado con Laura Holmgren y tiene tres hijos.

## El fin de la Historia y el último hombre
Fukuyama es conocido sobre todo por haber escrito el controvertido libro El fin de la Historia y el último hombre (1992), en el que defiende la teoría de que la historia humana como lucha entre ideologías ha concluido, ha dado inicio a un mundo basado en la política y economía de libre mercado que se ha impuesto a lo que el autor denomina utopías tras el fin de la Guerra Fría.
Inspirándose en Hegel, idealista alemán, y en alguno de sus exégetas del siglo XX, como Alexandre Kojève, afirma que el motor de la historia es el deseo de reconocimiento, el thymos platónico, y que éste se ha paralizado en la actualidad con lo que Fukuyama califica el fracaso del régimen comunista, que demuestra que la única opción viable es el liberalismo democrático, constituyendo así en el llamado pensamiento único: las ideologías ya no son necesarias y han sido sustituidas por la economía. Estados Unidos sería así la única realización posible del sueño marxista de una sociedad sin clases. Pero esto no significa que ya no sucederán más cosas a través de la historia: ésta va generalmente determinada por la ciencia, la cual no ha encontrado todavía sus límites. En la actualidad sería el turno de la biología, y los descubrimientos que se hagan en esta ciencia determinarán el futuro.

## Miembro fundador del proyecto para el nuevo siglo americano
Fukuyama fue el impulsor del llamado Proyecto para el Nuevo Siglo Americano, expuesto durante la presidencia de Bill Clinton y considerado como uno de los núcleos de pensamiento de los neoconservadores, especialmente en política exterior. Fue uno de los firmantes fundacionales junto con Cheney, Wolfowitz, Rumsfeld o Lewis Scooter Libby, muchos de ellos de una importancia vital durante el gobierno del presidente republicano George W. Bush.
En 1998, Fukuyama firmó, junto a algunos de los anteriores y a otros como Robert Kagan, Richard Perle, William Kristol o John Bolton, una carta al presidente demócrata Clinton a favor de una segunda guerra contra Irak, que después fructificaría en la Segunda Guerra del Golfo por parte del nuevo gobierno republicano.
En uno de sus últimos libros, La construcción del Estado. Hacia un nuevo orden mundial en el siglo XXI (2004), describe cómo la mayoría de los países se están adaptando a la democracia liberal, fusionándola con algunas de las costumbres locales. Examina algunas posibles fórmulas para que la evolución de esta nueva política y economía no sea un fracaso. Defiende, pues, el fortalecimiento de las instituciones estatales en los países pobres como principal reto estratégico de las democracias en el siglo XXI.

## Abandono de la corriente neoconservadora
Durante los años posteriores, se va mostrando más crítico con la nueva política exterior y se va distanciando. En un reciente artículo del periódico británico The Guardian, donde habla de su próximo libro After the Neocons: America at the Crossroads ("Después de los Neocons: América en una encrucijada"), se desmarca finalmente con críticas muy duras a la corriente neocon: "Neoconservatism has evolved into something I can no longer support" ("El neoconservadurismo ha evolucionado en algo que ya no puedo apoyar"). Su fuerte discrepancia radica en el unilateralismo que está practicando la política estadounidense y en la acción política de Oriente Medio.
En una entrevista de 2018 para New Statesman, cuando se le preguntó sobre sus puntos de vista sobre el resurgimiento de la política socialista en los Estados Unidos y el Reino Unido, respondió:

Todo depende de lo que entiendas por socialismo. La propiedad de los medios de producción, excepto en áreas donde se requiere claramente, como los servicios públicos, no creo que eso vaya a funcionar. Si te refieres a programas redistributivos que intentan corregir este gran desequilibrio tanto en los ingresos como en la riqueza que ha surgido entonces, sí, creo que no solo puede regresar, sino que debería regresar. Este período extendido, que comenzó con Reagan y Thatcher, en el que se estableció un cierto conjunto de ideas sobre los beneficios de los mercados no regulados, en muchos sentidos tuvo un efecto desastroso.
Francis Fukuyama

Por otro lado, Fukuyama también expuso que aunque la democracia representativa moderna «proporciona paz y prosperidad», él aseguró que «la gente quiere más que eso». Asimismo, señaló que las distintas variedades de este sistema político «ni siquiera tratan de definir lo que es una buena vida, sino que la dejan en manos de individuos que se sienten alienados». De igual manera, afirmó que «ciertas cosas que dijo Karl Marx están resultando ser ciertas».

## Libros
- The End of History and Last Man. Free Press, 1992. ISBN 0-02-910975-2
- Trust: The Social Virtues and the Creation of Prosperity. Free Press, 1995. ISBN 0-02-910976-0
- The Great Disruption: Human Nature and the Reconstitution of Social Order. Free Press. 1999. ISBN 0-684-84530-X[7]
- Our Posthuman Future: Consequences of the Biotechnology Revolution. New York, NY: Farrar, Straus and Giroux. 2002. ISBN 0-374-23643-7
- State-Building: Governance and World Order in the 21st century. Ithaca, NY: Cornell University Press. 2004. ISBN 0-8014-4292-3
- America at the Crossroads: Democracy, Power, and the Neoconservative Legacy. New Haven, CT: Yale University Press. 2006. ISBN 0-300-11399-4 US edition
After the Neo Cons: Where the Right went Wrong. London: Profile Books. 2006. ISBN 1-86197-922-3 UK edition
- Falling Behind: Explaining the Development Gap between Latin America and the United States (editor). New York, NY: Oxford University Press. 2008. ISBN 978-0-19-536882-6
- The Origins of Political Order. New York, NY: Farrar, Straus and Giroux. 2011. ISBN 978-1-846-68256-8
- Political Order and Political Decay: From the Industrial Revolution to the Present Day. New York: Farrar, Straus and Giroux. 2014. ISBN 978-0-374-22735-7
- Identity: The Demand for Dignity and the Politics of Resentment, New York: Farrar, Straus and Giroux. 2018.
- Liberalism and Its Discontents, London: Profile Books. 2022.ISBN 978-18-008-1008-2

### Ediciones en español
- El fin de la historia y el último hombre. Editorial Planeta. 1992. ISBN 978-84-320-5954-4.
- Trust: la confianza. Ediciones B. 1998. ISBN 978-84-406-7908-6.
- La gran ruptura. Punto de Lectura. 2001. ISBN 978-84-663-0416-0.[8][9]
- La construcción del Estado: hacia un nuevo orden mundial en el siglo XXI. Ediciones B. 2004. ISBN 978-84-666-1811-3.
- América en la encrucijada. Ediciones B. 2007. ISBN 978-84-666-2943-0.[10]
- El fin del hombre: consecuencias de la revolución biotecnológica. Zeta Bolsillo. 2008. ISBN 978-84-96778-79-5.
- Identidad. Deusto. 2019. ISBN 978-84-234-3028-4.[11]
- El liberalismo y sus desencantos. Deusto. 2022. ISBN 978-84-234-3401-5.